# ペロー山
ペロー山（ペローさん、スペイン語: Cerro Peró, グアラニー語: Perõ）、または、トレス・カンドゥー山（トレス・カンドゥーさん、スペイン語: Cerro Tres Kandú, グアラニー語: Tres Kandu）は標高842 m、パラグアイで最も高い山である。山はグアイラー県のヘネラル・エウヘニオ・アレハンドリーノ・ガライ村に位置し、イビティルスー（Ybytyruzú）と呼ばれる丘陵地帯にある。
この小山はパラグアイの国防軍の重要な場所であり、通信するための軍の中継器または無線回線を置くための戦略的な場所である。国営の電気会社（ANDE）も無線通信中継器を山に備えている。現在、それらの設備は長期間動作を停止し放棄されている。